# Klaus Balkenhol
Pour les articles homonymes, voir Balkenhol.
Klaus Balkenhol (né le 6 décembre 1939 à Velen) est un cavalier et entraîneur de dressage allemand.

## Biographie
Klaus Balkenhol est le troisième de quatre frères et sœurs. La famille vit au domaine de Ross, où son père s'occupe du haras. Travaillant d'abord dans la ferme familiale, il s'inscrit ensuite pour rejoindre la police. Mais sa formation agricole lui redonne le goût des chevaux et la passion de cavalier.
Comme policier à cheval à Düsseldorf, il est en 1971 d'abord avec Rabauke, un Hanovrien hongre. Il apprend dans les livres et en observant les airs relevés. En compétition, il est souvent aléatoire et en retard. À 38 ans, il veut toujours concourir et s'efforce à obtenir une qualification à Warendorf. Il est découvert par Willi Schultheis qui fait de leur couple l'un des huit meilleurs d'Allemagne. Schultheis interpelle le ministère de l'Intérieur pour laisser Balkenhol participer à des compétitions de dressage nationales et internationales et obtenir une subvention de la fédération d'équitation.
En 1979, il finit second du Deutsches Dressurderby et du championnat national, intègre l'équipe d'Allemagne qualifiée pour les Jeux Olympiques. Rabauke est le cheval le mieux classé dans le monde.
En 1981, il change de cheval et reçoit Goldstern, un hongre Westphalien, qui est aussi un cheval de la police. Son comportement demande du temps pour en faire un cheval de compétition qui éclate en 1991 avec de nombreux titres, médailles et trophées. Aux Jeux olympiques d'été de 1992, ils obtiennent la médaille d'or par équipe et celle de bronze en individuel. Pour cette performance, le président Richard von Weizsäcker lui remet la Silbernes Lorbeerblatt. En 1994, Balkenhol est champion du monde et d'Europe par équipe. En 1996, lui et le même cheval participent aux Jeux olympiques d'été D'Atlanta et remportent la médaille d'or par équipe (sixième place en individuel). Le hongre est mis à la retraite en 1999.
Depuis 1992, Klaus Balkenhol est l'entraîneur de Nadine Capellmann et la fait entrer en sélection nationale.
Jusqu'à fin 2000, il est l'entraîneur de la sélection nationale de dressage. Il remporte deux titres de champion d'Europe, un titre de champion du monde et un titre olympique. De 2001 à 2008, il fait partie de l'entraînement de l'équipe des États-Unis qui est qualifié pour le championnat du monde de dressage en 2002 à Jerez de la Frontera puis enlève la médaille de bronze aux Jeux olympiques d'été de 2004.
Depuis novembre 2008, il entraîne de nouveau Nadine Capellmann mais aussi Laura Bechtolsheimer et sa fille Anabel Balkenhol.

## Palmarès

### Jeux olympiques d'été
- Médaille d'or du dressage par équipe aux Jeux olympiques de 1992 à Barcelone,  Espagne.
- Médaille de bronze du dressage aux Jeux olympiques de 1992 à Barcelone,  Espagne.
- Médaille d'or du dressage par équipe aux Jeux olympiques de 1996 à Atlanta,  États-Unis (6e place en individuel).

### Championnats du monde
- Médaille d'or aux Championnats du monde de dressage par équipe en 1994 à La Haye,  Pays-Bas.

### Championnat d'Europe
- Médaille d'or aux du Championnat d'Europe de dressage par équipe 1991.
- Médaille d'or aux du Championnat d'Europe de dressage par équipe 1993.
- Médaille d'or aux du Championnat d'Europe de dressage par équipe 1995.

### Championnat d'Allemagne
- 1979:  Vice-champion.
- 1990:  Vice-champion.
- 1991:  Champion d'Allemagne.
- 1992:  Champion d'Allemagne.
- 1993:  Champion d'Allemagne.
- 1995:  Champion d'Allemagne.